# Lonchaea hackmani
Lonchaea hackmani är en tvåvingeart som beskrevs av Nikolai Vasilevich Kovalev 1981. Lonchaea hackmani ingår i släktet Lonchaea och familjen stjärtflugor. Inga underarter finns listade i Catalogue of Life.